# Geissberg (Heckengäu)
Der Geissberg ist ein 509 m ü. NHN hoher Berg im Heckengäu in Baden-Württemberg. Topographisch gesehen gehört der größere Teil der Erhebung zur Gemeinde Friolzheim. Ebenso auf Gemarkung des Ortes Mönsheim erhebt sich der Geissberg.

## Schloss Hohengeissberg
Schloss Hohengeissberg, auch Schloss Obermönsheim genannt, befindet sich am äußersten nördlichen Rand des Geissbergs und gehört mit den Wohnhäusern am Schlossfeld zum Gemeindegebiet von Mönsheim. Das Schloss befindet sich in Privatbesitz und wird noch heute von den Baronen von Gaisberg bewohnt. Die Familie von Gaisberg bewirtschaftet einen Großteil des umliegenden Waldes als Forstverwaltung Obermönsheim.

## Ortsteil Geissberg
Auf Friolzheimer Gemarkung befindet sich der gleichnamige Friolzheimer Ortsteil. Vom übrigen Gemeindegebiet ist der Ortsteil durch die Bundesautobahn 8 getrennt. Erstes Wohngebäude war die in den späten 1930er Jahren im Stil eines Jagshauses erbaute Villa Häuser des Stuttgarter Lederfabrikanten Fritz Häuser. In den 1970er Jahren wurde das Gebiet als Landhausgebiet mit Panoramablick auf den Betzenbuckel erschlossen.
Auf dem Geissberg befinden sich die Tennisplätze des TC Friolzheims.

## Sendeturm
Auf dem Berg steht der Friolzheimer Riese, ein ehemals militärisch genutzter, 47 Meter hoher Funkturm der US-amerikanischen Streitkräfte. Der Turm wird heute u. a. für den Mobilfunk verwendet. Der Funkturm wurde am 7. Dezember 2021 demontiert, da die Statik und der Steigweg nicht mehr den aktuellen Anforderungen entsprachen. Ein direkt neben dem alten Turm im April 2021 neu errichteter Stahlgittermast ging daraufhin in Betrieb.

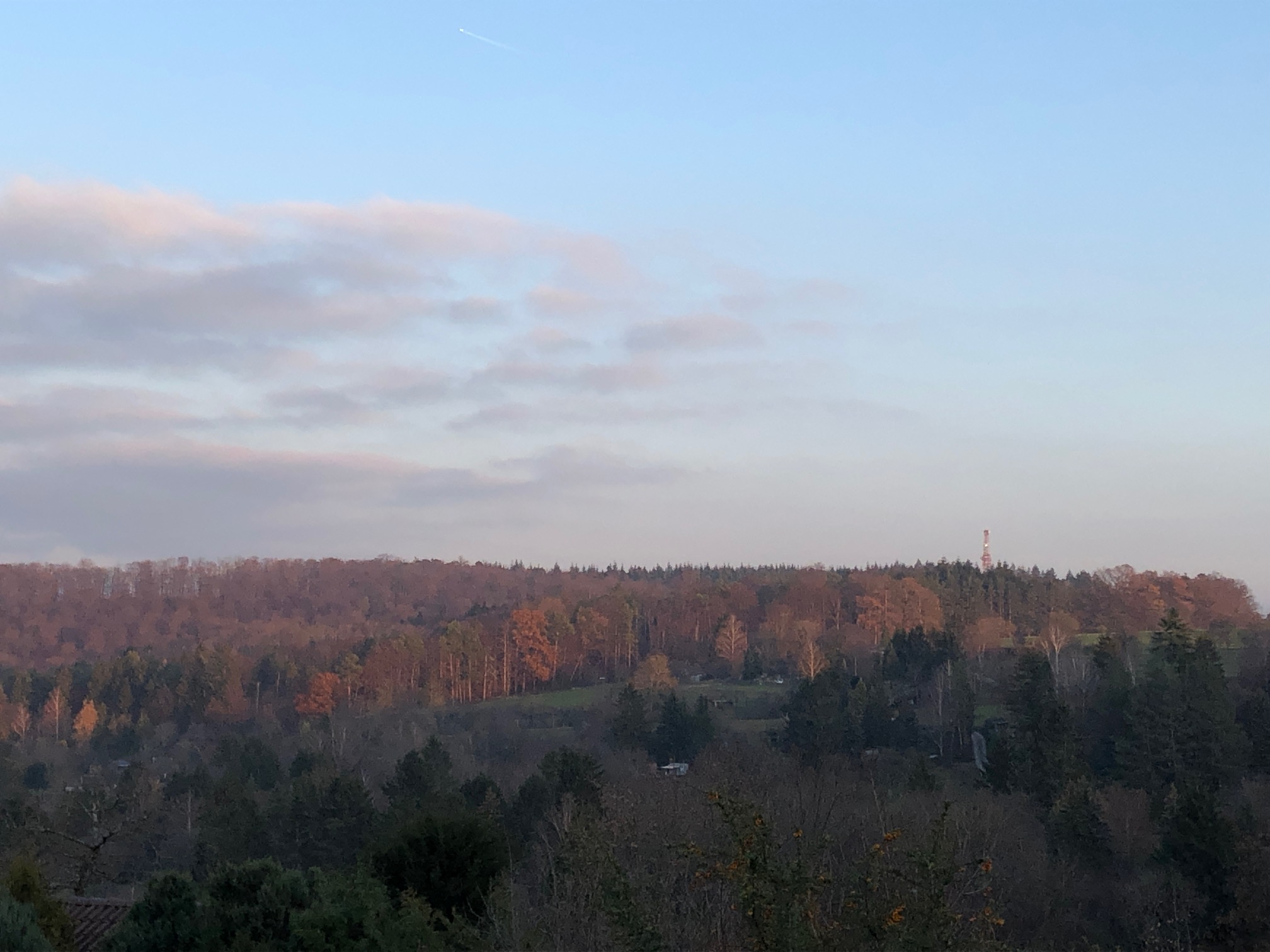
Geissberg bei Friolzheim
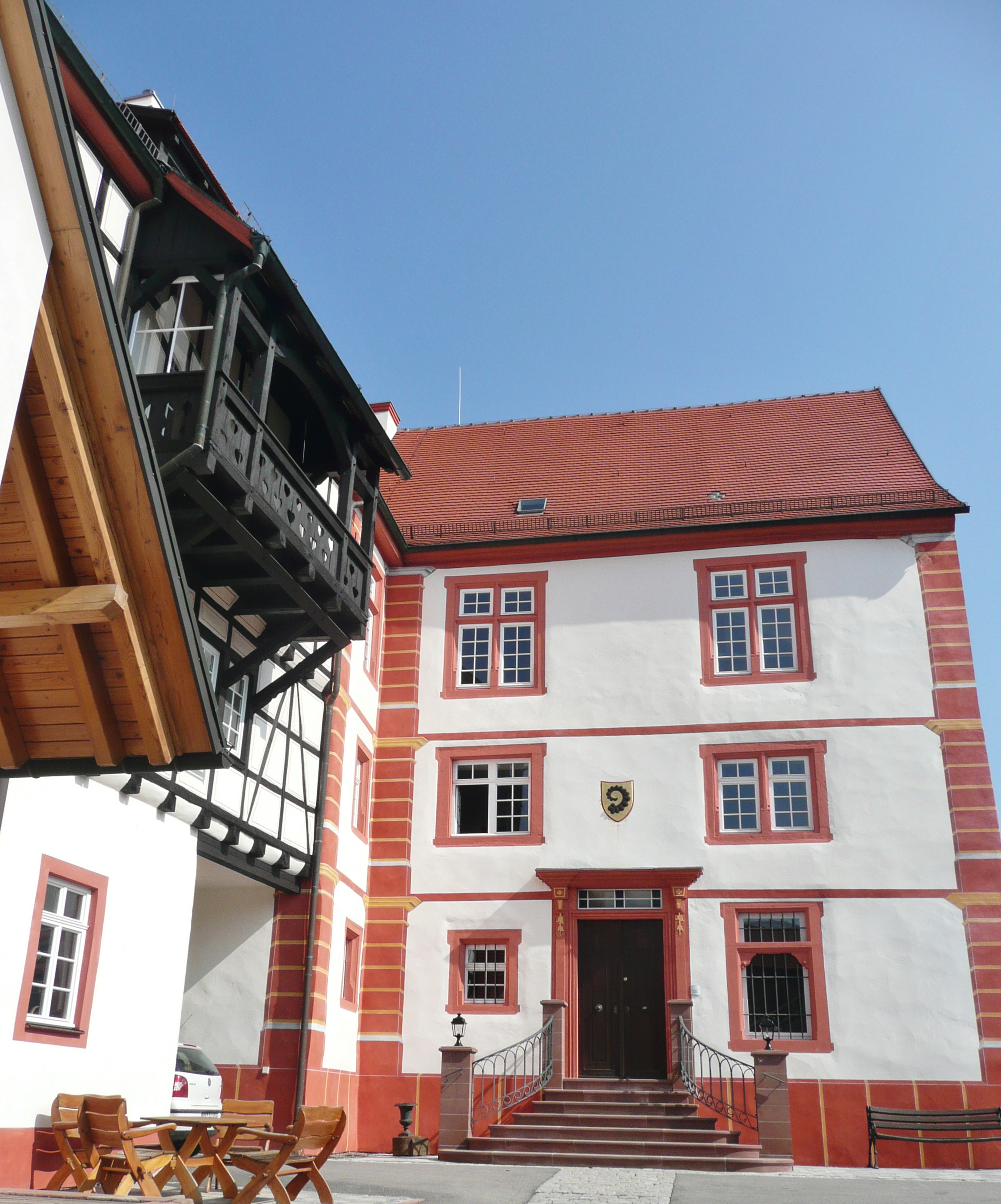
Schloss Hohengeissberg
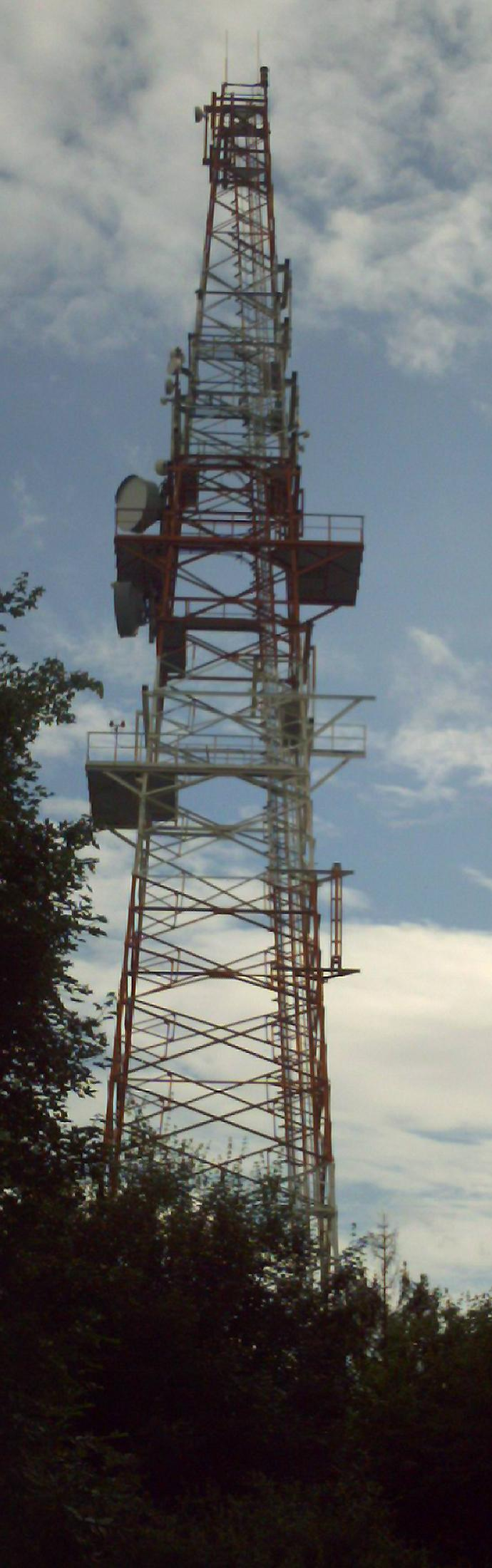
Alter Friolzheimer Riese